# 安倍圭子
安倍圭子（日语：／ Abe Keiko、1937年4月18日—），本名木村圭子，日本作曲家及馬林巴琴演奏家。在馬林巴琴的發展過程中，安倍擔任了重要的推手，無論是在演奏的技巧上以及作品的創作上皆是數一數二的。透過與日本山葉樂器製作公司的合作，把當時四個八度音域的馬林巴琴拓展至五個八度，使得馬林巴琴的聲響更加豐富及寬廣，也奠定了之後製作馬林巴琴的標準。
安倍圭子自1970年起任教於桐朋學園大學，現時仍為該校的名譽教授；同時亦開辦了個人的國際馬林巴琴研習學院（Keiko Abe International Marimba Academy），每年暑假開設大師班授課。安倍圭子亦在敲擊樂藝術協會的名人堂中榜上有名。
安倍圭子的丈夫是音樂製作人木村英俊、女兒是創作歌手木屋響子。

## 主要作品
直至2013年8月，安倍圭子共寫了超過70首不同種類的馬林巴作品，另外亦有和其他合作創作的作品約10首。大部份皆為獨奏樂曲。
- Frogs 《雨蛙》
- Dream of the cherry blossoms 《櫻花夢》：獨奏作品了
- Prismama Rhapsody 《稜鏡狂想曲》：協奏曲作品,分別有給鋼琴,管樂團及交響樂團伴奏的版本
- Prizmama Rhapsody II《稜鏡狂想曲 II》：給兩台木琴及交響樂團版本
- Michia I to III , Michia Paraphse 《道》（共3首）及《道的釋義》：獨奏及聲樂和木琴二重奏作品
- Wind Sketch《風紋》（共4首）：獨奏作品或敲擊樂合奏
- Prismama I & II《稜鏡》I 及 II：I為獨奏版本 II為二重奏版本
- The Wave Impressions I, II《浪潮印象》（共2首）：獨奏及敲擊樂合奏

## 相關聯結
- 安倍圭子的網站
- 山葉樂器（页面存档备份，存于）